# Jean-Philippe de Cheséaux
Jean-Philippe de Cheseaux, född i Lausanne den 4 maj 1718, död den 30 november 1751 i Paris, var en schweizisk astronom.
1746 presenterade han för Franska vetenskapsakademin en lista över 21 nebulosor, däribland åtta som han själv upptäckt. Listan publicerades dock inte förrän 1892, av Guillaume Bigourdan.
De Chéseaux upptäckte 1744 års stora komet, vilken dock även upptäckts av Dirk Klinkenberg fyra dagar tidigare varför den döptes till Klinkenbergs komet. 1746 upptäckte de Cheseaux ytterligare en komet, C/1746 P1.
De Chéseaux var en av de första som formulerade, i dess moderna form, vad som senare skulle kallas Olbers paradox, enligt vilken natthimlen borde vara upplyst om universum är oändligt.